# Bombardeo de Gorki
El bombardeo de Gorki (ahora conocida como Nizhni Nóvgorod) por la Luftwaffe se realizó de 1941 a 1943 en el teatro del Frente Oriental de la Segunda Guerra Mundial. El objetivo principal de los bombardeos era destruir el centro industrial de la ciudad. La Planta de automóviles de Gorki (GAZ) recibió el mayor daño. Durante la guerra, los bombarderos enemigos llevaron a cabo 43 raids, 26 de los cuales se realizaron por la noche. 33.934 bombas incendiarias y 1.631 bombas de alto poder explosivo fueron lanzadas sobre la ciudad. Los bombardeos de Gorki fueron los golpes más destructivos de la Luftwaffe a la retaguardia de la Unión Soviética durante la guerra.

## Antecedentes
La destrucción de la industria de Gorki estuvo en la Operación Barbarroja desde el principio. Era uno de los mayores fabricantes y proveedores de armas para el Ejército Rojo. Alemania planeaba capturar y ocupar la ciudad durante la segunda mitad de septiembre de 1941. La ciudad era el centro principal de toda la región del Volga y en ella se concentraba la industria principal y el poder estatal sobre las regiones. La ocupación de Gorki significaría para Alemania el control total de la región del Volga. Primero, los alemanes debían destruir la industria de defensa de la ciudad: la Planta de automóviles de Gorki, la Planta de aviones Nr. 21 "Ordzhonikidze", Factoría Krasnoie Sormovo Nr. 112 y la Planta de motores diésel Dvigatel Revoliutsii. Después de la ocupación de la ciudad, se crearía el distrito general de Gorki (en alemán: Generalbezirk Gorki), incluido en el Reichskommissariat Moskowien. Se planificó la construcción de la fábrica de máquinas de Gorki para la producción de equipamiento militar alemán.
El 31 de octubre de 1941, Stalin ordenó a la GAZ aumentar la producción de tanques T-60.
El liderazgo de la ciudad sabía que Gorki podría ser atacada en cualquier momento por la aviación alemana. Era necesario fortalecer las fábricas de enmascaramiento y defensa aérea de la ciudad. Pero las medidas necesarias no llegaron a su fin.
Nikolai Markov, comandante del Distrito de Defensa Aérea de la Brigada Gorki, fue nombrado en octubre de 1941. Al llegar a Gorki, notó que la defensa de la ciudad era demasiado débil. En ella solo había unas 50 armas antiaéreas y muy pocos reflectores. Al mismo tiempo, Gorki estaba densamente constituida con los objetos estratégicos más importantes.

## Los ataques

### Noviembre 1941

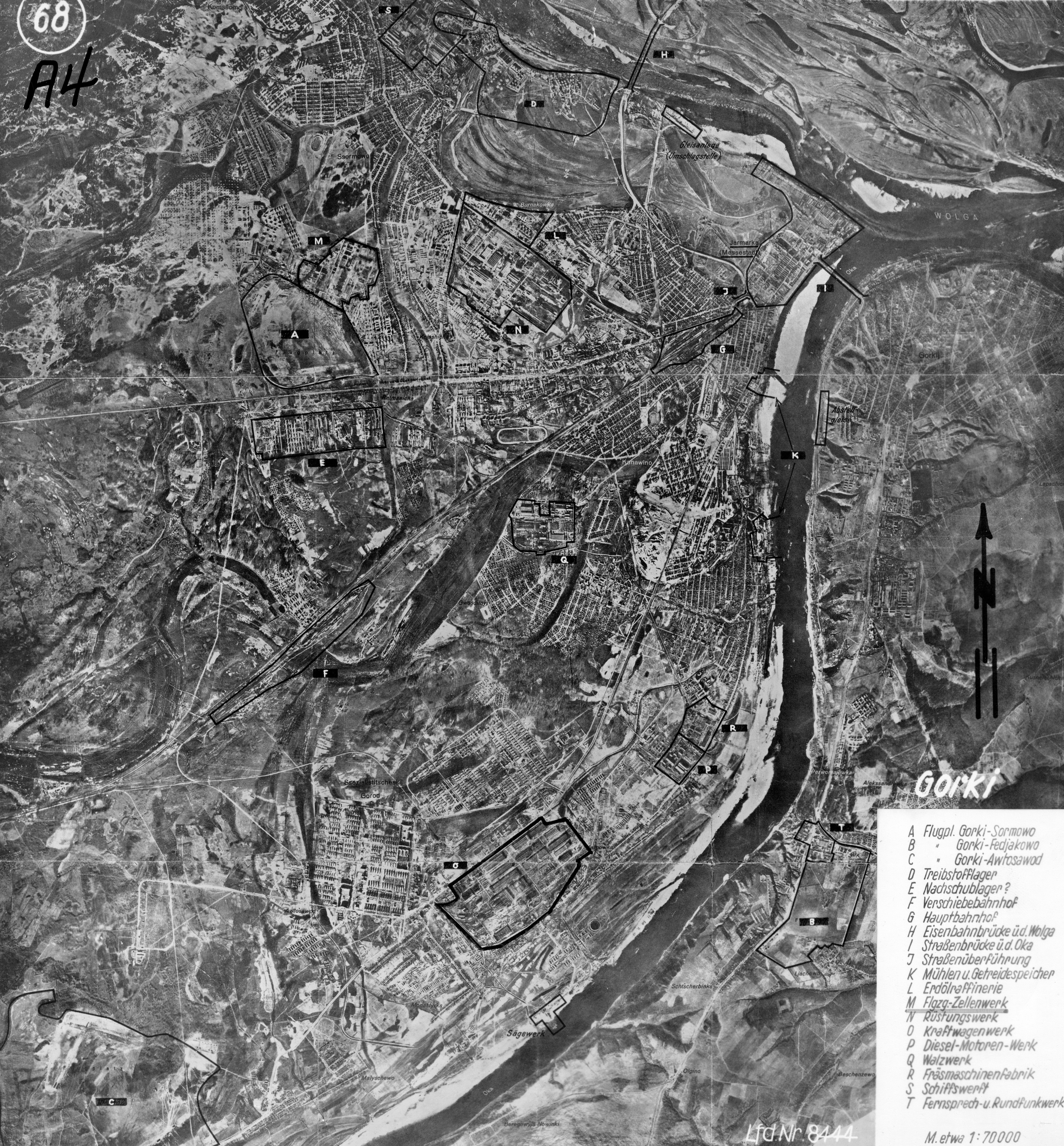
Fotografía de Gorki realizada por la fuerza aérea alemana en la que se indican los objetivos de los bombardeos:
A: Aeródromo de Gorki-Sormovo
B: Aeródromo de Gorki-Fediakovo
С: Aeródromo de Gorki-Avtozavod
D: Depósito de combustible
E: Almacén de comestibles
F: Plataforma ferroviaria
G: Estación principal de trenes
H: El puente del ferrocarril sobre el Volga
I: Puente Okski (Kanavinski)
J: Paso elevado
K: Molinos y graneros
L: Refinería de petróleo (Neftegaz)
M: Planta de construcción de aviones Nr. 21 "Ordzhonikidze"
N: Planta de defensa (Krasnoie Sormovo Nr. 112)
O: Planta de automóviles
P: Planta de motores diésel
Q: Taller de laminación
R: Planta de Máquina-Herramienta
S: Astillero
T: Planta de radiotelefonía (Nitel)
La Feria

Los vuelos de reconocimiento sobre Gorki comenzaron en el otoño de 1941. Los aviones alemanes volaron a gran altura, ralentizados por encima de la Planta GAZ. El primer avión de reconocimiento Ju 88 apareció en el cielo sobre la ciudad el 9 de octubre. Al principio, la Luftwaffe bombardeó los suburbios. El golpe principal cayó en los ascensores y almacenes cerca de Dzerzhinsk. Luego siguieron dos grandes ataques aéreos contra Gorki. 111 aviones del Kampfgeschwader 100 estaban involucrados.

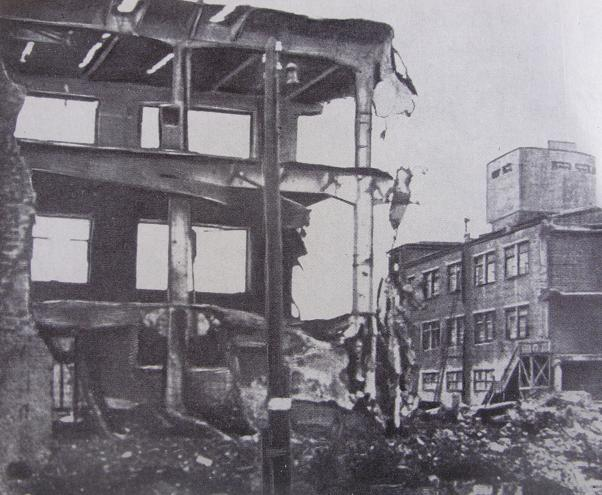
Gorki. Planta Nitel después del raid de bombardeo.

La primera incursión del 4 al 5 de noviembre comenzó a las 16:30. De acuerdo con las estimaciones de defensa aérea, participaron alrededor de 150 aviones y 11 aviones volaron a la ciudad. Los aviones se acercaron individualmente y en grupos de 3 a 16 aeronaves en un intervalo de 15 a 20 minutos. Los bombardeos duraron toda la noche. Además de las bombas, también se arrojaron folletos. GAZ, Nitel y la fábrica de Dvigatel Revoliutsii fueron alcanzadas, 55 personas murieron y 141 resultaron heridas. Según datos alemanes, 15 aviones participaron en este ataque. El primer avión apareció sobre la ciudad a la luz del día y arrojó bombas. Luego comenzó a disparar con las ametralladoras a la gente que corría por las calles. Con el impacto directo en el edificio principal de la Nitel, el director y parte del liderazgo murió. Durante el bombardeo nocturno, el impacto principal ocurrió en objetivos secundarios, áreas urbanas residenciales y el campo en la aldea de Stajanovski. Cayeron bombas incendiarias y aéreas que pesaban de 70 a 250 kg y bombas pesadas BM-1000 con un peso de 871 kg.
El segundo ataque aéreo se produjo en la noche del 5 al 6 de noviembre. Se anunció una alerta aérea. A las 23:34 p. m., las líneas eléctricas de la central eléctrica de Balajna a la ciudad fueron dañadas por un ataque con bombas. Algunas de las zonas industriales quedaron temporalmente sin energía. A la 01:47 a. m. comenzó el ataque a Gorki, los principales impactos se produjeron en la GAZ, Krasnoie Sormovo, Planta de aviones Nr. 21 "Ordzhonikidze" y edificios residenciales. Las baterías antiaéreas respondieron con fuerza, por lo que los bombardeos fueron menos precisos. Según los datos de defensa aérea, 14 aviones volaron a la ciudad. En el área de la GAZ, 5 personas murieron y 21 resultaron heridas.
Según los resultados de los dos raids, la oficina principal de GAZ, un garaje, una herrería, un edificio de estampado, una fábrica técnica profesional, un archivo, talleres experimentales, un taller mecánico y de reparación y el área residencial del distrito fueron destruidos. El edificio de la administración de la planta Dvigatel Revoliutsii fue destruido. En varias áreas hubo pánico. Comenzó debido a la gran cantidad de refugiados de Moscú que huyeron debido a la ofensiva de los alemanes en la capital. Parte de la población comenzó a abandonar las áreas urbanas. Las plantas detuvieron la producción, pero la construcción de tanques T-60 en GAZ continuó. Un total de 127 personas murieron, 176 fueron gravemente heridas, 195 resultaron heridas leves (los datos varían según las diferentes fuentes). Un gran número de los fallecidos eran refugiados de Moscú, reasentados en el distrito de Avtozavodski. Ningún avión alemán fue derribado.
El 8 de noviembre de 1941, el Distrito de Defensa Aérea de la Brigada Gorki fue reforzado por las divisiones de artillería antiaérea 58 y 281 independientes, la 142.ª División de Aviación de Caza y el 45.° cinturón de búsqueda antiaérea.
El mismo día, a las 3:20, un avión de reconocimiento Ju 88D voló sobre Gorki. Del 12 al 18 de noviembre de 1941, los alemanes lanzaron una serie de ataques aéreos con aviones de un solo asiento con el objetivo principal de destruir el puente de Kanavinski, pero fallaron.

### El bombardeo de 1942
En la noche del 3 al 4 de febrero, un solo avión, apagó los motores y, volando desde gran altura, rompió el escudo de defensa aérea y lanzó 3 bombas sobre la GAZ. Los talleres de ruedas y motores fueron dañados. 17 trabajadores murieron y 41 resultaron heridos. En esta incursión, por primera vez, se vieron agentes alemanes que penetraron en Gorki. Llevaron a cabo la designación del objetivo, lanzando señales luminosas de rojo y blanco desde el suelo.
En las noches del 4 al 5, del 6 al 7 y del 23 al 24 de febrero, se hicieron 3 intentos para atacar a Gorki. Según la defensa aérea, en la primera incursión de 12 aviones en la ciudad voló solo 1, se lanzaron 5 bombas sobre la GAZ y la aldea de Stajanovski, en la segunda y tercera incursiones no hubo avances. Según datos alemanes, del 5 al 6 de febrero, un solo avión fue derribado.
En total, como resultado del bombardeo de febrero de 1942, 20 personas murieron y 48 personas resultaron heridas. Se infligió daño a las instalaciones industriales.
A fines de mayo, se llevaron a cabo 5 vuelos de reconocimiento sobre la ciudad.
El 30 de mayo y el 10 de junio, se llevaron a cabo dos incursiones aéreas infructuosas en Gorki, Bor y Dzerzhinsk. Según estimaciones de la defensa aérea, fueron aproximadamente 20 aviones. Para la defensa de los objetivos más importantes comenzaron a utilizarse globos de barrera y cañones antiaéreos de cañoneras de la Flotilla de la Volga. Según datos alemanes, los raids se realizaron la noche del 30 de mayo.
El 30 y 31 de mayo, del 31 de mayo al 1 de junio y el 10 de junio (un solo avión). Los bombardeos se llevaron a cabo desde una gran altura, alrededor de 50 bombas cayeron sobre el sector residencial y la base de reparación No. 97, donde se ensamblaban los tanques estadounidenses que fueron entregados por la Ley de Préstamo y Arriendo.
Un único avión de reconocimiento Ju 88 y Do 215 voló sobre la ciudad del 1 al 5 de junio a diferentes alturas. El 23 de junio, un Ju 88 desde una gran altura bombardeó la Planta de aviones Nr. 21 "Ordzhonikidze", pero las bombas cayeron en el Parque de Sormovski.
En la noche del 24 al 25 de junio un grupo de aviones arrojó bombas en las afueras de Gorki, en las cercanías de la aldea de Strigino. Otro avión arrojó dos bombas de 500 kg en la planta de aviones Sokol, una de las cuales no explotó.
El 27 de julio, el comandante adjunto del escuadrón del 722º Regimiento de Aviación de Caza, Piotr Shavurin, en un MiG-3, interceptó un avión de reconocimiento Ju 88D y lo embistió. Ambos aviones cayeron en las cercanías de los pueblos de Kozlovka-Sannica-Tumbotino. El golpe de embestida fue explicado por el hecho de que el débil armamento del MiG-3 no permitía combatir con eficacia a los bombarderos. Sin embargo, en ese momento, era el único modelo de un caza a gran altura en el arsenal de defensa aérea. Los restos del avión alemán fueron recogidos y exhibidos para su exposición en la Plaza Soviética.
En la noche del 5 al 6 de noviembre, un grupo de aviones alemanes realizó un infructuoso intento de bombardear la refinería de Neftegaz. En la GAZ, se lanzaron 9 bombas aéreas y varias bombas incendiarias. Como resultado del raid, la sala de calderas resultó gravemente dañada, 4 trabajadores murieron, la planta no funcionó durante 3 días y posteriormente no funcionó a plena capacidad durante 3 semanas. La mayoría de las bombas incendiarias cayeron sobre la planta de construcción de maquinaria de Gorki, varias bombas explotaron cerca de la estación de Moskovski. En este ataque aéreo, la aviación alemana utilizó por primera vez bombas ligeras.

### Junio 1943

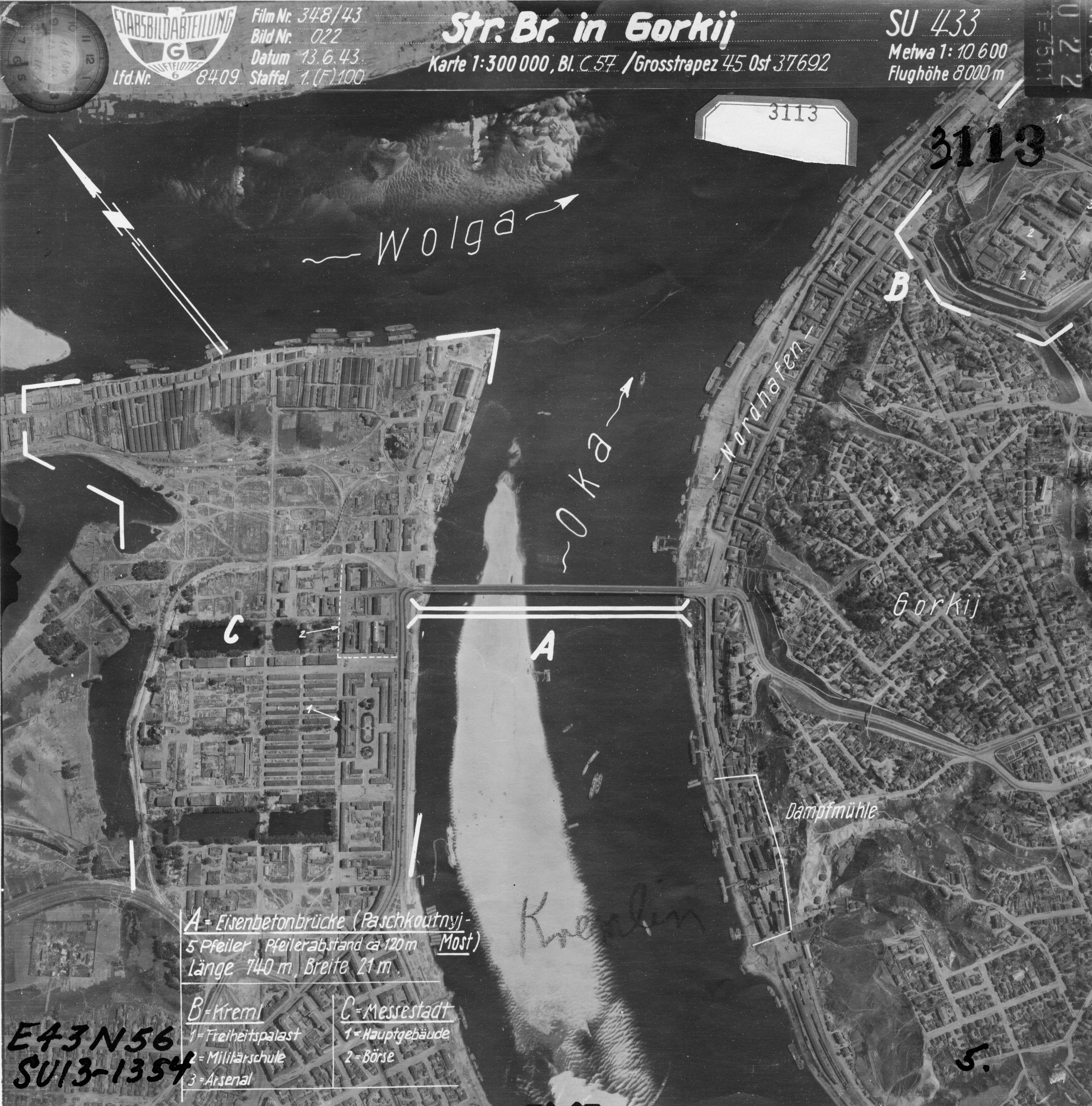
Fotografía de Gorki realizada por la fuerza aérea alemana con indicación de los objetivos de los bombardeos. Centro Estratégico "Kremlin":
A - Puente (pontón) reforzado (5 soportes, distancia entre soportes ~ 120m, largo 740m, ancho 21m);
B - El Kremlin (1 - Casa de los Soviets, 2 - Escuela Militar, 3 - Arsenal);
С - La Feria (1 - Edificio de la Feria Principal, 2 - Intercambio);
El molino (Dampfmühle) está rodeado por una línea sólida blanca.

En junio de 1943, después de una calma prolongada, Gorki sufrió una serie de ataques nocturnos masivos por parte de la aviación alemana. El objetivo principal fue nuevamente la GAZ. Los raids se llevaron a cabo en preparación para la importante operación Ciudadela (verano-otoño de 1943), durante la cual se lanzaron ataques con bombas contra los centros industriales de la región del Volga: Gorki, Yaroslavl y Sarátov. Fue uno de los mayores ataques de la Luftwaffe en la retaguardia de la Unión Soviética durante toda la guerra.

#### Luftwaffe
Participaron en los ataques aéreos los bombarderos bimotores de los escuadrones KG 27 y KG 55, que se encontraban en los aeródromos cerca de Orel y Briansk y, sin pasar por la zona de defensa aérea de Moscú, volaron hacia Gorki desde Dzerzhinsk, Bogorodsk y Arzamas. Para utilizar la hora más oscura del día, los bombardeos se llevaron a cabo de las 0:00 a las 2:00. Al principio, la defensa aérea fue bloqueada, luego se bombardeó el objetivo desde diferentes alturas y direcciones. Las tácticas cambiaron todo el tiempo. Se arrojaron sobre la ciudad bombas aéreas, de fragmentación e incendiarias de varios calibres (hasta 2000 kg) y líquidos incendiarios. Los resultados de cada incursión fueron registrados por aviones de reconocimiento que sobrevolaban la ciudad a una altitud de 7 km, a las 17:00 del día siguiente.

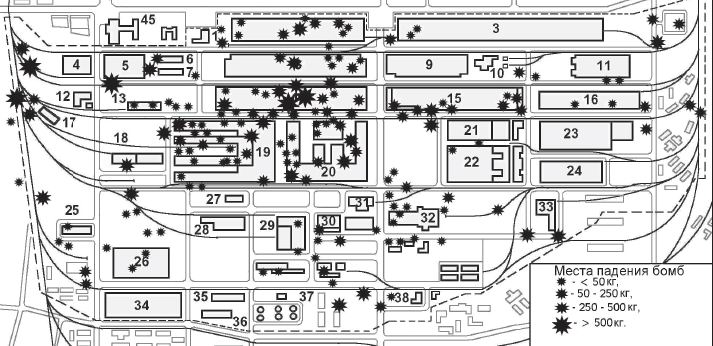
El bombardeo de los talleres de Planta de Automóvil durante una incursión aérea en la noche del 4 al 5 de junio de 1943

En el primer ataque aéreo en la noche del 4 al 5 de junio, para encubrir la preparación del ataque, se lanzó la desinformación sobre la preparación del ataque de la Luftwaffe sobre Moscú. De acuerdo con los datos de defensa aérea, aproximadamente 45 He 111, Ju 88 y Fw 200 participaron en él. Los aviones volaron desde las direcciones Vladimir-Kovrov-Gorki y Kulebaki-Arzamas-Gorki. Los bombardeos comenzaron a las 0:45, alrededor de 20 aviones irrumpieron en la ciudad. Se lanzaron un total de 289 bombas, 260 de las cuales se arrojaron sobre la GAZ, el transportador principal, un taller de suspensión de ballesta y una herrería quedaron fuera de servicio. Varias casas y un hospital fueron destruidos. En el distrito de Avtozavodski y en la planta, 70 personas murieron y 210 resultaron heridas. Los intentos de penetrar en la parte norte de la ciudad a las plantas Krasnoie Sormovo, "Ordzhonikidze" y la planta de construcción de maquinaria de Gorki fallaron. 5 aviones alemanes fueron derribados. Según datos alemanes, 168 aviones He 111 y Ju 88 participaron en el ataque, de los cuales 149 aviones atacaron Gorki.
En el segundo ataque aéreo en la noche del 5 al 6 de junio, de acuerdo con estimaciones de defensa aérea, participaron 80 aviones He 111. Los bombardeos duraron de la 0:31 a las 2:08. El raid fue llevado a cabo por 6 grupos a diferentes altitudes y direcciones. Principalmente, las zonas occidental y norte de la GAZ fueron atacadas. La línea de transmisión de energía principal quedó desactivada, la red de suministro de agua resultó muy dañada. El taller de montaje, un departamento de industrias adyacentes, un almacén de caucho, una flota de camiones de remolque, un depósito de locomotoras, un taller de chasis y una cantina dietética fueron completamente quemados. El taller principal se quemó. Alrededor de 100 bombas fueron arrojadas sobre la planta. El distrito residencial y el hospital de tuberculosis sufrieron daños. En el pueblo de Monastyrka, 60-80 casas fueron quemadas y destruidas. Según datos alemanes, 128 aviones participaron en el ataque y 2 fueron derribados. Al mismo tiempo, algunos de los aviones en el bombardeo de Gorki no participaron, pero bombardearon Stalinogorsk.
El tercer ataque aéreo del 6 al 7 de junio fue el más poderoso, según la defensa aérea. Implicó 157 aviones He 111 y Ju 88 (según datos alemanes, hubo 154 aviones, algunos de los cuales bombardearon Stalinogorsk).
El golpe principal cayó en las partes centrales y sudoccidentales de la ciudad (GAZ, Sotsgorod (ciudad socialista) y Myza). El taller de ruedas de la GAZ fue completamente destruido por el fuego. Además, el cuerpo de estampación de herramientas, el cuerpo de prensa y talleres mecánicos y el depósito de energía motriz resultaron dañados. Un total de 170 bombas fueron arrojadas sobre la planta. 38 personas murieron, 83 resultaron heridas. Los microdistritos de Sotsgorod, pueblo Amerikanski y Monastyrka fueron severamente dañados. Además, la central telefónica, el comité ejecutivo del distrito, la policlínica, el club central, la subestación eléctrica, la comisaría y el garaje del PCUS (b) sufrieron daños. Varias casas en la avenida Molotov (ahora avenida de Octubre) fueron destruidas. En el distrito de Avtozavodski murieron 73 personas y 149 resultaron heridas. La artillería derribó cuatro aviones y los aviones de combate derribaron otros dos.
El 7 de junio Alemania anunció en la radio la destrucción de una planta de automóviles en Gorki.
En el cuarto ataque aéreo del 7 al 8 de junio, participaron 50-60 aviones. A la planta se le rompieron 3 de ellos. Se lanzaron 9 bombas aéreas y 7 bombas incendiarias. El taller de hierro fundido y el área residencial sufrieron, según datos de defensa aérea. Seis aviones fueron derribados. Según datos alemanes, se arrojaron 39 toneladas de bombas sobre la ciudad.
Según los resultados de los 4 ataques aéreos a la planta, se lanzaron 993 bombas aéreas. Según el servicio médico, 698 personas resultaron afectadas: 233 personas murieron, de ellas 24 murieron por heridas en hospitales, y 465 resultaron heridas.
En el quinto ataque aéreo, del 10 al 11 de junio, participaron de 50 a 110 aeronaves, según diferentes fuentes. El fuego de las armas antiaéreas pesadas golpeó los aviones en el acercamiento a la ciudad, las bombas cayeron de altitudes de entre 4000 y 5500 metros y usaron un carácter más caótico. Fueron atacados la GAZ, la central térmica, toma de agua, el puerto, barrios residenciales en los distritos de la ciudad de Leninsky y Voroshilovsky, así como las aldeas de Lyakhovo, Monastyrka y Scherbinka y el campo de aviación de Myza.
El sexto ataque aéreo se produjo el 13 y 14 de junio, por parte de 50-80 aviones. La parte oriental de la GAZ fue atacada. Según los datos alemanes, los aviones volaron en pequeños grupos a lo largo de la ruta Riazán - Múrom - Pavlovo - Gorki. Como resultado del bombardeo, la estación de toma de agua del distrito de Leninski fue dañada. Se lanzaron 16 bombas incendiarias de alto explosivo y 20 bombas incendiarias pesadas a la planta de Dvigatel Revoliutsii, se destruyeron varios edificios y parte del techo del taller principal de la planta de máquina herramienta.
La incursión aérea del 21 al 22 de junio fue la última. Como este era el segundo aniversario del ataque de Alemania contra la Unión Soviética, ambos bandos se estaban preparando para la lucha. Según la defensa aérea, 75 aviones participaron en el ataque, 40 de ellos irrumpieron en la ciudad. En la zona de la GAZ cayeron: 31 bengalas, 15 bombas explosivas, 80 combinadas y alrededor de 300 pequeñas bombas incendiarias. Resultaron dañados la fundición, el edificio del radiador de refuerzo y la planta Novaia sosna. En el barrio residencial hubo cuatro incendios. Según datos alemanes, fueron atacados toda la Ciudad Baja, la planta de construcción de maquinaria Vorobiov, la planta de concentrados de alimentos y los barrios residenciales. Varias líneas eléctricas fueron dañadas. Los intentos de destruir los puentes Kanavinski y Borski fallaron. El Kommodoro de la KG 27, Hans-Henning von Böst, participó nuevamente en el ataque aéreo. Durante el bombardeo murieron 88 personas y 180 resultaron heridas.
De acuerdo con los resultados de la operación, un total de 645 incursiones fueron realizadas por aviones alemanes, 1631 bombas de alto explosivo y 3390 incendiarias fueron arrojadas sobre la ciudad. Murieron 254 civiles y 28 soldados de defensa aérea, y más de 500 personas y 27 soldados resultaron heridos. En la planta, 52 edificios fueron destruidos, una gran cantidad de equipos se puso fuera de servicio. Se produjeron fuertes incendios debido al caluroso clima. Además, a la propagación de los incendios contribuyeron los materiales de madera para enmascarar la GAZ. Una parte significativa de la fábrica fue destruida o quemada. Aunque continuó funcionando, pero la producción básicamente se detuvo, todas las fuerzas de los trabajadores fueron dirigidas a reparaciones. La Luftwaffe no pudo desarrollar aún más su éxito después de la destrucción de la GAZ. En incursiones posteriores, se atacaron objetos industriales secundarios y áreas residenciales, que estaban menos protegidos. Las empresas industriales en la parte norte de la ciudad casi no sufrieron bombardeos.

### Consecuencias de los bombardeos

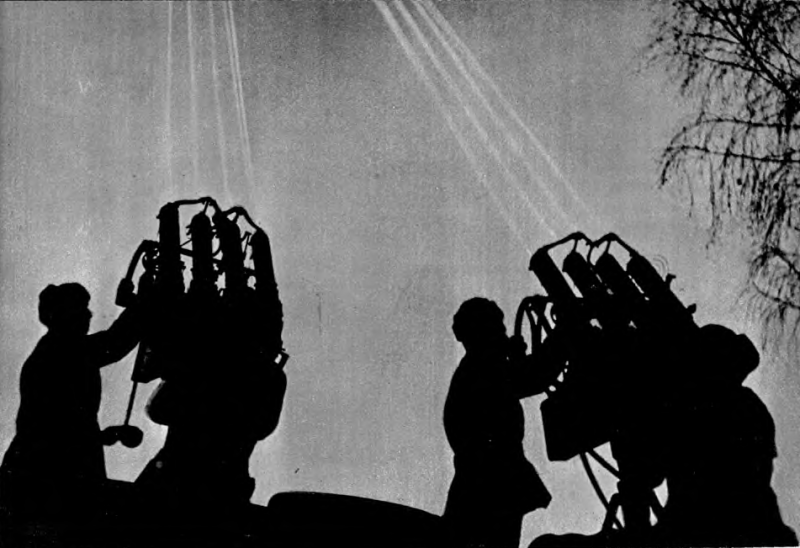
La defensa de Gorki.

Los bombardeos del mayor centro industrial del país provocaron una reacción inmediata del poder supremo de la Unión Soviética. El 5 de junio, Stalin personalmente creó una resolución del Comité de Defensa del Estado No. 3524 "Sobre la defensa aérea de Gorki". Para investigar los motivos del incumplimiento de las tareas, se nombró una comisión compuesta por el jefe del NKVD Lavrenti Beria, el jefe del NKGB Vsevolod Merkulov, el secretario del Comité Central del PCUS (b) Alexandr Scherbakov, el presidente del Soviet de Moscú Vasili Pronin y el comandante de la defensa aérea del país Mijail Gromadin. Después de la investigación de la comisión, el comandante de la defensa aérea de la región, el general de división Alexei Osipov, fue degradado, y el director de la GAZ, Alexandr Lifshits, fue destituido de su puesto. El 8 de junio, se asignaron 100 cañones antiaéreos de pequeño y mediano calibre, 250 ametralladoras pesadas, 100 proyectores y 75 globos de barrera para la intensificación de la defensa aérea de la región industrial de Gorki. La reparación de la GAZ se inició casi de inmediato, por iniciativa del diseñador jefe Andrei Lipgart. Inmediatamente después del primer ataque aéreo, el archivo de diseño de la planta fue evacuado, se retiró la gasolina del territorio y se desmantelaron los escudos de camuflaje que causaron los incendios.
Semión Ginzburg, Comisario del Pueblo para la Construcción, llegó a Gorki para encargarse de la reconstrucción.

## Literatura
1. ↑  Коллектив авторов, редактор — А. Ф. Журавлев (1971). История города Горького: краткий очерк. Горький: Волго-Вятское книжное издательство. pp. 443, 575.
2. ↑  Димова Т. (13 de mayo de 2005). "Как нас бомбили" (en рус.) ("Народная весть" edición). p. 12.
3. ↑  Свастика над Волгой. Люфтваффе против сталинской ПВО. Москва: АСТ. 2007. p. 650. ISBN 9785971345251.
4. ↑  Гордин А. (8 de mayo de 2012). "Мы у станков стоим, как у орудий" : [автозавод в годы войны] (en рус.) ("Автозаводец" edición).
5. ↑  Гордин А., Колесникова Н. (2011). "Война и нас покрыла своим крылом": (Немецкие авиационные удары по Горьковскому автозаводу) (Военно-исторический журнал edición). pp. 27-33. ISSN 0321-0626.
6. ↑  Н.В. Колесникова (2005). "Сто дней и ночей..." (По материалам фондов музея истории ОАО "ГАЗ") (Нижегородский музей edición). pp. 68-71.